# Tarab Abd al-Hadi
Tarab Abd al-Hadi (طرب عبد الهادي; Jenim, 1910 - Cairo, 1976) foi uma  ativista feminista e nacionalista palestiniana durante o Mandato Britânico da Palestina. Participou no Congresso de Mulheres Árabes Palestinianas celebrado em 1929 e foi membro do Comité Executivo da Associação de Mulheres Árabes da Palestina.